# Nokia 3110 Classic
Nokia 3110 Classic – telefon komórkowy, produkt firmy Nokia. 
Aparat posiada funkcje GPRS/EDGE, MMS, Java, Flash Lite oraz dzwonki polifoniczne. Jest także wyposażony w aparat fotograficzny i kamerę cyfrową. Jego pamięć wbudowana to 9 MB, a akumulator fabryczny ma pojemność 1020 mAh. Posiada IrDA oraz Bluetooth (w tym a2dp). Funkcjami głosowymi są dyktafon, odtwarzacz mp3/aac, system głośnomówiący oraz radioodbiornik FM. Istnieje możliwość crossflashu firmware na 3500 classic tracąc port podczerwieni lub 3109 classic tracąc aparat fotograficzny.

## Funkcje telefonu
- Bluetooth;
- podczerwień IRDA;
- aparat cyfrowy 1,3 Mpx z trybem nocnym;
- kamera cyfrowa;
- odtwarzacz mp3/aac;
- slot kart pamięci microSD (pamięć można rozszerzyć maksymalnie do 2Gb);
- radioodbiornik FM - wymaga dołączenia zestawu słuchawkowego (lub czegokolwiek innego) do gniazda audio;
- Java;
- Flash Lite;
- wbudowane gry 3D;
- przeglądarka www;
- HSCSD, GPRS/EDGE;
- złącza: mini-USB, ładowarki akumulatorów, Nokia AV (akcesoria audio);
- 2 głośniki (telefonu i zestawu głośnomówiącego), mikrofon.
- wbudowany modem
- możliwości modyfikacji oprogramowania